# Andrej Grigor'evič Kravčenko
Andrej Grigor'evič Kravčenko (in russo Андре́й Григо́рьевич Кра́вченко?, in ucraino Андрій Григорович Кравченко?, Andrij Hryhorovyč Kravčenko; Sulymivka, 30 novembre 1899 – Mosca, 18 ottobre 1963) è stato un generale sovietico, attivo durante tutta la guerra sul Fronte orientale della seconda guerra mondiale.
In servizio sempre con le truppe corazzate dell'Armata Rossa, Andrej Kravčenko si distinse, alla testa di una delle nuove brigate corazzate organizzate dai sovietici dopo i disastri dell'Operazione Barbarossa, durante la battaglia di Mosca. Nell'estate 1942, dopo aver partecipato alle difficili battaglie contro i panzer tedeschi durante l'operazione Blu, prese il comando del 4º Corpo carri che avrebbe guidato per quasi due anni ad una serie di vittorie.
Il generale Kravčenko giocò un ruolo importantissimo durante l'operazione Urano (dove i suoi carri armati furono i primi a congiungersi con le altre forze sovietiche, chiudendo la sacca di Stalingrado), alla battaglia di Kursk, alla battaglia di Kiev (la sua formazione corazzata entrò per prima nella capitale ucraina). Nell'inverno 1944 passò al comando della 6ª Armata corazzata della Guardia, prendendo parte con un ruolo decisivo alla lunga e aspra campagna nei Balcani ed in Ungheria, coronata, dopo la dura battaglia di Budapest, dall'entrata vittoriosa a Vienna alla fine della seconda guerra mondiale in Europa.
Il generale trasferì infine la sua armata corazzata in Estremo Oriente dove prese parte alla rapida e vittoriosa campagna in Manciuria contro il Giappone dell'agosto 1945. Per il suo continuo e proficuo periodo di comando durante tutta la guerra Kravčenko ricevette per due volte la prestigiosa decorazione di Eroe dell'Unione Sovietica.

## Biografia

### I primi anni nell'Armata Rossa
Dopo aver lavorato come operaio in una fabbrica di Kiev dall'età di 17 anni il giovane Andrej Kravčenko si unì subito al movimento rivoluzionario bolscevico prima partecipando alla lotta con un gruppo partigiano e poi entrando nella nuova Armata Rossa nei ranghi della 44ª Divisione fucilieri. Alla fine della Guerra Civile, nel 1921 era già diventato comandante di un reggimento di fanteria e venne quindi inviato prima a frequentare la scuola di fanteria di Poltava e poi 1925 l'Accademia militare "Frunze". Dopo gli inizi nella fanteria Kravčenko passò alle nuove truppe corazzate prima alla scuola carri di Leningrado (creata dal famoso maresciallo Michail Tuchačevskij), quindi nel 1935 alla scuola delle forze corazzate di Saratov, dove ebbe modo di studiare a fondo le nuove tattiche delle operazioni mobili (la cosiddetta "battaglia in profondità" teorizzata dal generale Vladimir Triandafillov) e la tecnica e le caratteristiche dei nuovi mezzi corazzati e motorizzati dell'Armata Rossa.
Dopo aver trascorso gran parte del 1939 in incarichi di stato maggiore a Kujbyšev e a Penza, all'inizio della guerra russo-finlandese assunse il comando, con il grado di colonnello, della 173ª Divisione motorizzata di fucilieri che venne schierata nell'istmo di Carelia e partecipò ai duri combattimenti per sfondare le solide difese finlandesi. Kravčenko si distinse alla guida della sua divisione nella fase finale della guerra, nel marzo 1940, e ricevette per il valore dimostrato l'Ordine della Bandiera rossa. Dopo la fine dei combattimenti venne trasferito al Distretto Militare di Odessa dove ricevette l'incarico prima di capo di Stato maggiore della 16ª Divisione carri a Kotovsk quindi di capo di Stato maggiore del 18º Corpo meccanizzato, una delle nuove formazioni mobili dell'Armata Rossa in fase di costituzione.

### L'inizio della Grande Guerra Patriottica
All'inizio dell'operazione Barbarossa Kravčenko prese parte alle prime operazioni del 18º Corpo meccanizzato che ricevette l'ordine di concentrarsi a sud di Vinnica (in ucraino Vinnicja?) e favorire la ritirata delle unità di fanteria sovietiche che battevano in ritirata verso est sotto gli attacchi delle Panzer-Division tedesche. Nel corso della catastrofica estate 1941 Kravčenko venne coinvolto nei duri e costosi combattimenti difensivi; il 18º Corpo meccanizzato non si disgregò completamente ma subì pesanti perdite. Dopo lo scioglimento dei corpi meccanizzati da parte dell'alto comando sovietico, Kravčenko, ritenuto uno dei più capaci giovani ufficiali delle truppe motorizzate, venne nominato nel settembre 1941 al comando della 31ª Brigata carri, una delle nuove formazioni corazzate dell'Armata Rossa equipaggiate con i moderni carri medi T-34; la brigata venne inizialmente schierata ad Achtyrka (in ucraino Ochtyrka?) e quindi trasferita a Vladimir.
Nella fase più difficile della drammatica battaglia di Mosca, Kravčenko ricevette un incarico inatteso; alla vigilia della ricorrenza della Rivoluzione d'ottobre la sua brigata, costituita in quel periodo da 23 carri armati e 707 uomini, ebbe l'ordine di partecipare alla tradizionale parata del 7 novembre che Stalin aveva deciso di far svolgere regolarmente nonostante la situazione critica al fronte. I soldati di Kravčenko quindi sfilarono sulla Piazza Rossa prima di andare direttamente al fronte per prendere parte ai violenti combattimenti in corso. L'unità corazzata partecipò ad alcuni scontri dal 12 al 15 novembre; la brigata di Kravčenko venne prima assegnata alla 20ª Armata e quindi alla 16ª Armata del generale Konstantin Rokossovskij e combatté con successo nel settore di Klin fino alla fine di novembre per fermare l'avanzata dei tedeschi a nord di Mosca. Per i risultati raggiunti dai suoi carristi in questa fase della battaglia, Kravčenko ricevette di nuovo l'Ordine della Bandiera rossa.
All'inizio di dicembre 1941 Kravčenko guidò la sua brigata corazzata nella grande controffensiva dell'Armata Rossa davanti a Mosca; dopo una serie di combattimenti durissimi nel clima invernale, i tedeschi furono sconfitti e dovettero battere in ritirata. I soldati di Kravčenko ottennero rilevanti successi e riconquistarono alcune cittadine della periferia della capitale; l'11 dicembre 1941 i carri armati entrarono a Solnečnogorsk. Dopo la vittoria a Mosca, l'alto comando sovietico procedette ad una completa riorganizzazione delle sue forze meccanizzate e Kravčenko, insieme ad altri promettenti ufficiali, venne richiamato dal fronte e assegnato ad uno delle nuove formazioni corazzate in costituzione. A marzo 1942 divenne capo di Stato maggiore del 1º Corpo carri comandato dal generale Michail Katukov, uno dei più esperti ufficiali carristi sovietici.
L'impiego iniziale delle nuove unità corazzate dell'Armata Rossa fu particolarmente difficile e problematico; Kravčenko venne coinvolto nelle battaglie della prima fase dell'operazione Blu, la grande offensiva estiva sferrata dalla Wehrmacht nel giugno 1942; il 1º Corpo carri cercò di contrattaccare le Panzer-Division tedesche in avanzata verso Voronež senza raggiungere alcun successo e dopo pochi giorni Kravčenko venne trasferito al comando del 2º Corpo carri che aveva a sua volta subito una serie di sconfitte. Dopo poche settimane Kravčenko ricevette l'ordine di trasferire con urgenza il suo corpo corazzato verso sud per prendere parte alla battaglia nel settore di Stalingrado dove la situazione delle truppe sovietiche appariva quasi disperata. Il 24 agosto 1942 Kravčenko dovette subito impegnare i suoi carri in un contrattacco a Erzovka, a nord di Stalingrado, che si concluse dopo combattimenti confusi e violenti senza risultati nonostante l'impegno e la tenacia del generale e dei suoi uomini.

### Dall'Operazione Urano alla battaglia di Char'kov
Il 18 settembre 1942 Kravčenko, promosso maggior generale, venne trasferito al comando del 4º Corpo carri e dovette subito impiegare della sua nuova formazione in un nuovo e inutile attacco a nord di Stalingrado; le difese tedesche respinsero con facilità le armate sovietiche e i corpi meccanizzati subirono forti perdite. In questa fase era contemporaneamente in preparazione da parte sovietica una controffensiva generale molto più ambiziosa e Kravčenko fu impegnato a migliorare l'efficienza e la preparazione tattica dei suoi carristi; il 4º Corpo carri dovette riorganizzare il suo schieramento e partecipò anche l'8 novembre ad un ultimo attacco di disturbo nel "corridoio" Don-Volga. Gli ultimi giorni di preparazione prima dell'operazione Urano, la grande controffensiva generale sul fronte di Stalingrado, furono difficili per il 4º Corpo carri di Kravčenko che venne individuato dalla ricognizione tedesca e subì il fuoco dell'artiglieria avversaria sulle sue posizioni. Nonostante i problemi organizzativi e le continue perdite, il 4º Corpo carri si trovava, alla vigilia dell'operazione Urano, in posizione nella testa di ponte di Kletskaja alle dipendenze della 21ª Armata del Fronte Sud-Occidentale del generale Nikolaj Vatutin; dopo l'arrivo di nuovi mezzi corazzati inviati dall'alto comando sovietico, Kravčenko poté iniziare la battaglia con 143 carri armati efficienti, tra cui 58 carri medi T-34 e 22 carri pesanti KV, divisi tra le tre brigate corazzate del suo corpo carri.

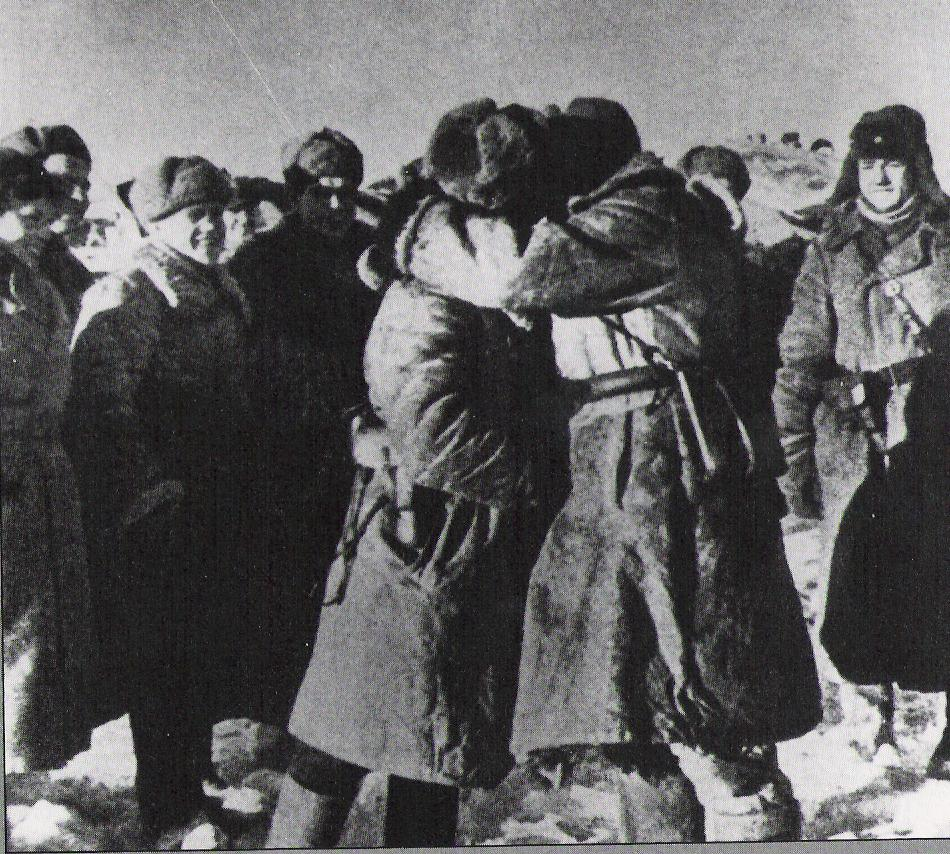
I comandanti delle brigate carri del generale Kravčenko e del generale Vasilij Timofeevič Vol'skij si abbracciano dopo il congiungimento a Sovetskij il 23 novembre 1942 ed il completamento dell'operazione Urano.

L'operazione Urano ebbe inizio alle ore 07:20 del 19 novembre 1942 con il bombardamento preliminare dell'artiglieria e l'attacco delle divisioni di fanteria; le truppe rumene opposero forte resistenza e quindi i comandanti delle armate sovietiche decisero alle ore 12:00 di accelerare lo sfondamento del fronte nemico e iniziare al più presto la penetrazione in profondità facendo intervenire in massa le riserve corazzate. Kravčenko ricevette l'ordine di entrare in combattimento con il 4º Corpo carri che, schierato con le sue brigate in due colonne parallele, si mise in movimento alle ore 13:00. I carri sovietici riuscirono a superare la resistenza delle divisioni rumene che in parte furono sbaragliate e Kravčenko guidò con grande energia le sue brigate corazzate nell'avanzata in profondità e al termine della giornata raggiunse importati successi; mentre la colonna di sinistra venne rallentata dalle difese nemiche, i carri delle brigate della colonna di destra sbucarono in terreno libero e raggiunsero alle ore 01:00 del 20 novembre il villaggio di Manojlin dopo un'avanzata di oltre 35 chilometri; il 4º Corpo carri Kravčenko aveva perso 27 mezzi corazzati nel primo giorno di offensiva, ma ora si trovava libero di muovere nelle retrovie dell'Asse.
Nei giorni seguenti Kravčenko continuò ad avanzare nella steppa e sollecitò i suoi comandanti ad accelerare al massimo l'avanzata per sfruttare la favorevole situazione; i carri del 4º Corpo dopo essersi raggruppati, ripresero l'avanzata, superarono il debole schieramento di sbarramento organizzato da alcuni kampfgruppen delle Panzer-Division tedesche trasferite d'urgenza da Stalingrado e già la sera del 21 novembre arrivarono a pochi chilometri dal Don, mettendo in pericolo lo stesso quartier generale dell 6. Armee tedesca. Il mattino del 23 novembre 1942 Kravčenko fece attraversare il Don alle sue brigate sul ponte di Kalač e quindi fece procedere i suoi reparti corazzati di punta verso sud-est per entrare in contatto secondo i piani con le forze corazzate sovietiche di cui era previsto l'arrivo da sud-ovest. Alle ore 16:00 del 23 novembre i carristi della brigata d'avanguardia di Kravčenko si collegarono, dopo uno scambio di segnali con razzi verdi per evitare errori di identificazione, con i reparti del 4º Corpo meccanizzato del generale Vasilij Timofeevič Vol'skij, chiudendo l'accerchiamento dell'intera 6. Armee tedesca e concludendo con uno straordinario successo la fase decisiva dell'operazione Urano. Nella serata Kravčenko e Vol'skij si incontrarono in un edificio del villaggio di Sovetskij, si congratularono per la brillante vittoria e valutarono la situazione tattica sul campo.
Nelle settimane seguenti, mentre si prolungava l'assedio delle truppe tedesche della 6. Armee accerchiate nella sacca di Stalingrado, il 4º Corpo carri di Kravčenko venne ritirato temporaneamente dalla prima linea per un breve periodo di riposo e riorganizzazione ma fin dal gennaio 1943 il generale ricevette l'ordine di trasferire con la massima urgenza i suoi reparti verso nord per passare alle dipendenze del Fronte di Voronež e partecipare alla nuova offensiva lungo l'alto corso del Don contro le armate tedesche e ungheresi. I soldati del 4º Corpo carri arrivarono sul nuovo fronte solo a partire dal 10 gennaio 1943 e quindi non furono in grado di entrare in azione durante l'offensiva Ostrogorzk-Rossoš che ebbe inizio il 12 gennaio; Kravčenko venne assegnato alla 40ª Armata del generale Moskalenko per prendere parte, dal 24 gennaio 1943, alla successiva offensiva Voronež-Kastornoe.
Nonostante una situazione climatica proibitiva con tempeste di neve e temperature estreme che resero difficoltoso il movimento e il rifornimento dei mezzi corazzati, Kravcenko riuscì ad avanzare con il 4º Corpo carri e contribuì alla disfatta della 2ª Armata tedesca che batteva in ritirata nella steppa dopo aver evacuato Voronež; per rifornire le unità corazzate di carburante si fece ricorso anche all'impiego di piccoli biplani. Il 7 febbraio 1943 in riconoscimento dei brillanti successi il corpo carri di Kravčencko ricette da Stalin la denominazione onorifica di 5º Corpo carri della Guardia. L'offensiva invernale sovietica in realtà era ancora in corso e Kravčenko ricevette subito un nuovo incarico: la sua unità, sempre inquadrato nella 40ª Armata del Fronte di Voronež, avrebbe dovuto prendere parte all'operazione Stella, sferrata dall'Armata Rossa in direzione di Char'kov (in ucraino Charkiv?). Kravčenko riuscì ad avanzare da nord verso la grande città ucraina e, mentre la 3ª Armata carri del generale Pavel Rybalko attaccava le divisioni scelte Waffen-SS schierate a est di Char'kov, il 5º Corpo carri della Guardia avanzò da nord costringendo i tedeschi ad evacuare la città. Kravčenko raggiunse i quartieri settentrionali e il 16 febbraio 1943 i suoi carri armati arrivarono sulla Piazza Rossa centrale.
Dopo la liberazione di Char'kov il 5º Corpo carri della Guardia rimase in azione alle dipendenze della 40ª Armata e Kravčenko avanzò ancora verso occidente in direzione di Poltava; dal 21 febbraio 1943 tuttavia ebbe inizio l'inattesa controffensiva sferrata dal feldmaresciallo Erich von Manstein che mise in pericolo le colonne motorizzate d'avanguardia sovietiche. Mentre i tedeschi riconquistavano Char'kov entro il 14 marzo 1943 dopo una cruenta battaglia, Kravčenko ricevette l'ordine di interrompere l'avanzata a occidente e muovere subito con i suoi carri verso sud per bloccare il nemico. La situazione era molto critica e Kravčenko venne a sua volta attaccato da potenti forze mobili tedesche e non riuscì a difendere Belgorod, che venne occupata dai tedeschi il 18 marzo 1943; il generale riuscì a sbloccare alcune unità sovietiche accerchiate e quindi si ritirò verso nord con i resti della sua formazione. Il 21 marzo l'alto comando sovietico riuscì finalmente ad arrestare la controffensiva; il 5º Corpo carri della Guardia di Kravčenko venne ritirato dal fronte per essere riequipaggiato e rinforzato dopo l'ininterrotta serie di dure campagne invernali.